# Rolls-Royce Condor
Rolls-Royce Condor byl letecký motor vyvíjený od roku 1918, původně pod označením Rolls-Royce G. Zpočátku se s ním počítalo, mimo jiné, jako s pohonnou jednotkou tehdy vyvíjeného bombardéru Handley Page V (později H.P.15, typ byl zařazen do služby jako Handley Page V/1500, zprvu projektovaného jako dvoumotorový; kvůli zpoždění vývoje motorů s očekávaným výkonem 600 hp ale projekt byl přepracován pro pohon čtyřmi motory Rolls-Royce Eagle VIII).

## Vývoj a výroba
Výroba verzí Condor I a II byla zahájena v roce 1920 (resp. 1921). Konstrukce zprvu úzce navazovala na zkušenosti s typy Eagle a Falcon, ale poměrně rychle firma uplatnila řadu změn v konstrukci a po postavení 106 kusů motorů Condor I a II výroba přechází na nové varianty. Mezi lety 1923–1930 se pak vyrábí výkonnější a výrazně zdokonalené motory Condor III, IIIA a IIIB. Ty se od starších verzí liší mj. zvýšeným kompresním poměrem, vyššími otáčkami, překonstruovaným klikovým mechanismem (s jednoduchou a rozvidlenou ojnicí, namísto předchozího řešení s hlavní a zavěšenou vedlejší ojnicí) a překonstruovanou, zesílenou konstrukcí (zejména se jednalo o změny v konstrukci klikové skříně, rovněž byla použita jiná ložiska a kvalitnější materiály). Navíc zcela nové řešení reduktoru s jednostupňovým převodem čelními ozubenými koly se podařilo motor oproti předchozím verzím zkrátit o 485 mm (nový reduktor byl zároveň i lehčí a výrobně jednodušší, tedy i levnější). Sériovou výrobu uzavíraly motory Condor IV a IVA se vzletovým výkonem 750 hp (559,3 kW) při 2000 ot/min, ale těch vzniklo již jen 22.
Ačkoliv celková výroba dosáhla jen 327 kusů, lze i tak konstrukci hodnotit jako úspěšnou — po skončení války, po seškrtání obrovských zbrojních zakázek, kdy vojenská letectva dlouho vystačila buď s letouny zkonstruovanými a vyrobenými ještě za války, nebo alespoň na válečné konstrukce mnohdy úzce navazujícími, byla poptávka na trhu jen omezená — kupříkladu konkurenční motor Siddeley-Deasy Tiger, jehož vývoj se zdržel, byl nakonec ještě před dokončením vývoje zrušen protože většinu možných zakázek na motory v této výkonové kategorii na sebe strhla právě firma Rolls-Royce Ltd. s typem Condor.

## Použití
Tyto motory mj. poháněly i letouny Avro 549, Avro 557, Avro 561, Beardmore Inflexible, Blackburn Iris, Hawker Hornbill, Hawker Horsley, Saunders Valkyrie, Short Singapore, Vickers Virginia, Vickers Vanguard, Vickers Vixen, Westland Yelovil či vzducholoď R 100.

## Verze
- Condor I
- Condor II (původně Condor IA) se zvýšeným výkonem a jiným převodem reduktoru, hmotnost 728,5 kg
- Condor III, IIIA, IIIB — zcela přepracovaná konstrukce s vyšším výkonem, hmotnost motoru se podařilo i při vyšším výkonu oproti verzi Condor II snížit (Condor IIIA 626 kg, Condor IIIB 632,8 kg)
- Condor IV, IVA — vzniká dalším vývojem verze III, vzletový výkon zvýšen na 750 hp
- Condor V — vývojová verze vzniklá pouze v prototypu, přeplňování turbokompresorem (dmychadlo je dvoustupňové)
- Condor VII — postaveny pouze dva kusy, vycházel z konstrukce motoru Condor IIIA
- Condor C.I — vývojová verze, prototyp čtyřdobého leteckého vznětového motoru (C — Compression Ignition)

## Technická data motoru

### Rolls-Royce Condor I
- Typ: pístový letecký motor, čtyřdobý zážehový vodou chlazený vidlicový dvanáctiválec (bloky válců svírají úhel 60 stupňů), vybavený reduktorem, pohánějící levotočivou tažnou vrtuli

- Vrtání válce: 5,50 in. (139,7 mm)
- Zdvih pístu: 7,50 in. (190,5 mm)
- Zdvihový objem: 2138 cu.in. (35 039 cm³)
- Celková plocha pístů: 285,10 sq.in. (1839,35 cm²)
- Rozvod: čtyřventilový, OHC
- Mazání: tlakové, oběžné

- Převod reduktoru: 1,50 nebo 1,805
- Kompresní poměr: 5,10
- Zapalování dvěma magnety Watford
- Příprava směsi: dva karburátory Claudel-Hobson/Rolls-Royce
- Hmotnost suchého motoru (tj. bez provozních náplní): 612,35 kg
- Výkony:
  - vzletový: 610 hp (454,9 kW) při 1750 ot/min
  - maximální: 656 hp (489,2 kW) při 2000 ot/min

### Rolls-Royce Condor IIIA
- Vrtání válce: 5,50 in. (139,7 mm)
- Zdvih pístu: 7,50 in. (190,5 mm)
- Zdvihový objem motoru: 2138 cu.in. (35 039 cm³)
- Celková plocha pístů: 285,10 sq.in. (1839,35 cm²)
- Rozvod: čtyřventilový, OHC
- Mazání: tlakové, oběžné

- Převod reduktoru: 2,096 nebo 1,718
- Kompresní poměr: 6,50
- Hmotnost suchého motoru (tj. bez provozních náplní): 626 kg
- Výkony:
  - vzletový: 665 hp (495,9 kW) při 1900 ot/min
  - maximální: 797 hp (594,3 kW) při 2100 ot/min